# Ивица Вастић
Ивица Вастић (Сплит, 29. септембар 1969) је бивши аустријски фудбалер и репрезентативац хрватског порекла.
Каријеру је започео у локалним нижеразредним клубовима из Сплита Југовинил и РНК Сплит, да би после распада СФРЈ, отишао у иностранство и узео аустријско држављанство.
Готово целу фудбалку каријеру је провео у Аустрији. Играо је и по једну сезону у Немачкој (1994) и у Јапану (2002/03). Као врсни голгетер постигао је преко 250 првенствених голова, а 1996. и 2000. године био је најбољи стрелац аустријског првенства.
Од 1996. је репрезентативац Аустрије, за коју је одиграо преко 50 утакмица и постигао 14 голова.
У историју европског фудбала ушао је по два основа. Најстарији је учесник Европског првенства у фудбалу 2008, а од 12. априла 2008. је и најстарији стрелац завршних турнира. Гол у 92. минуту, на утакмици против репрезентације Пољске у другом колу квалификација на Европском првенству 2008. постигао је са 38 година и 257 дана. Стари рекорд је држао Португалац Нене, који је на Европском првенству 1984. постигао гол против Румуније, када је имао 34 године и 213 дана.